# لادوريه
 لادوريه]]

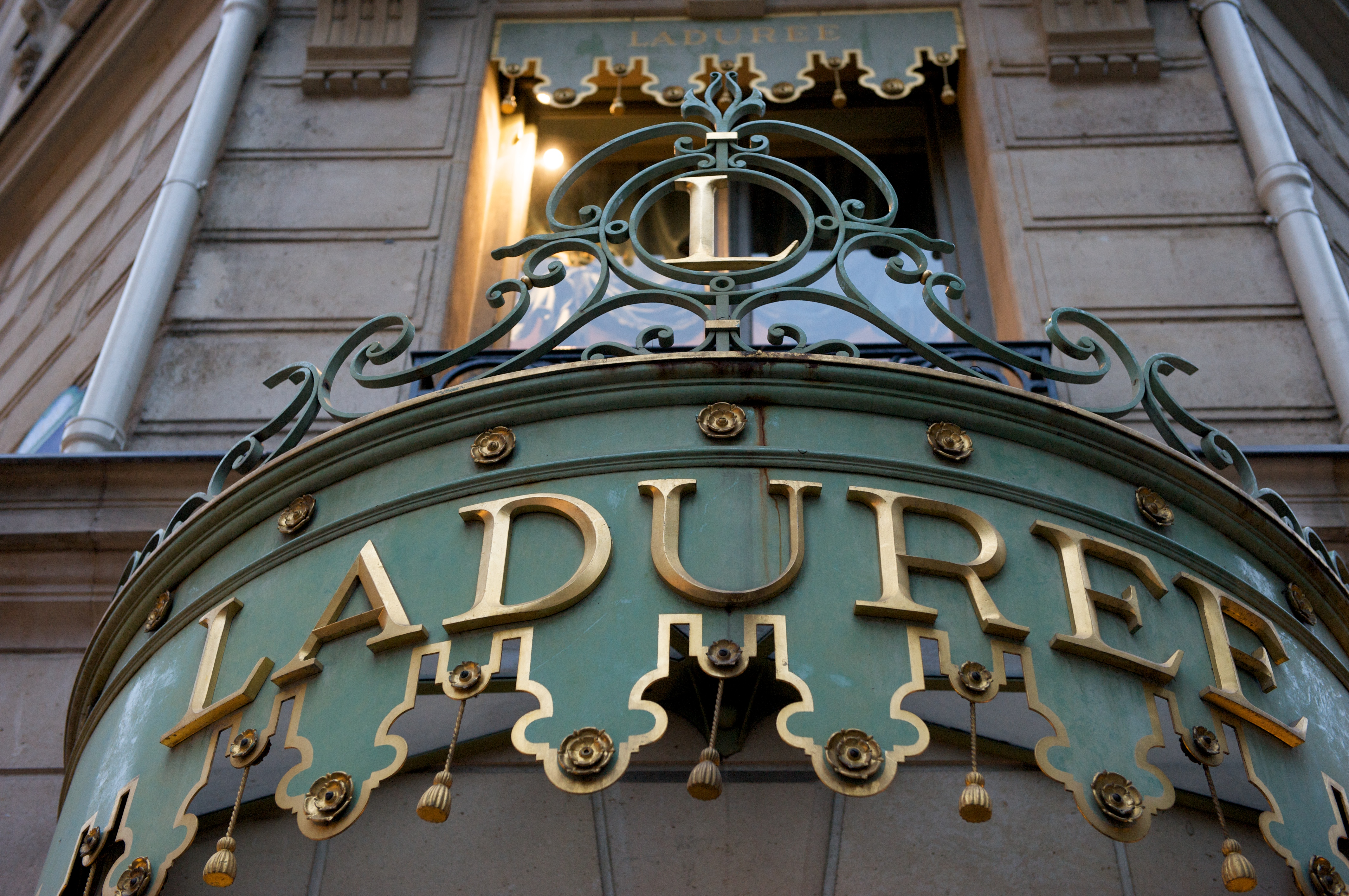
علامه لادوريه (فرع الشانزليزيه)

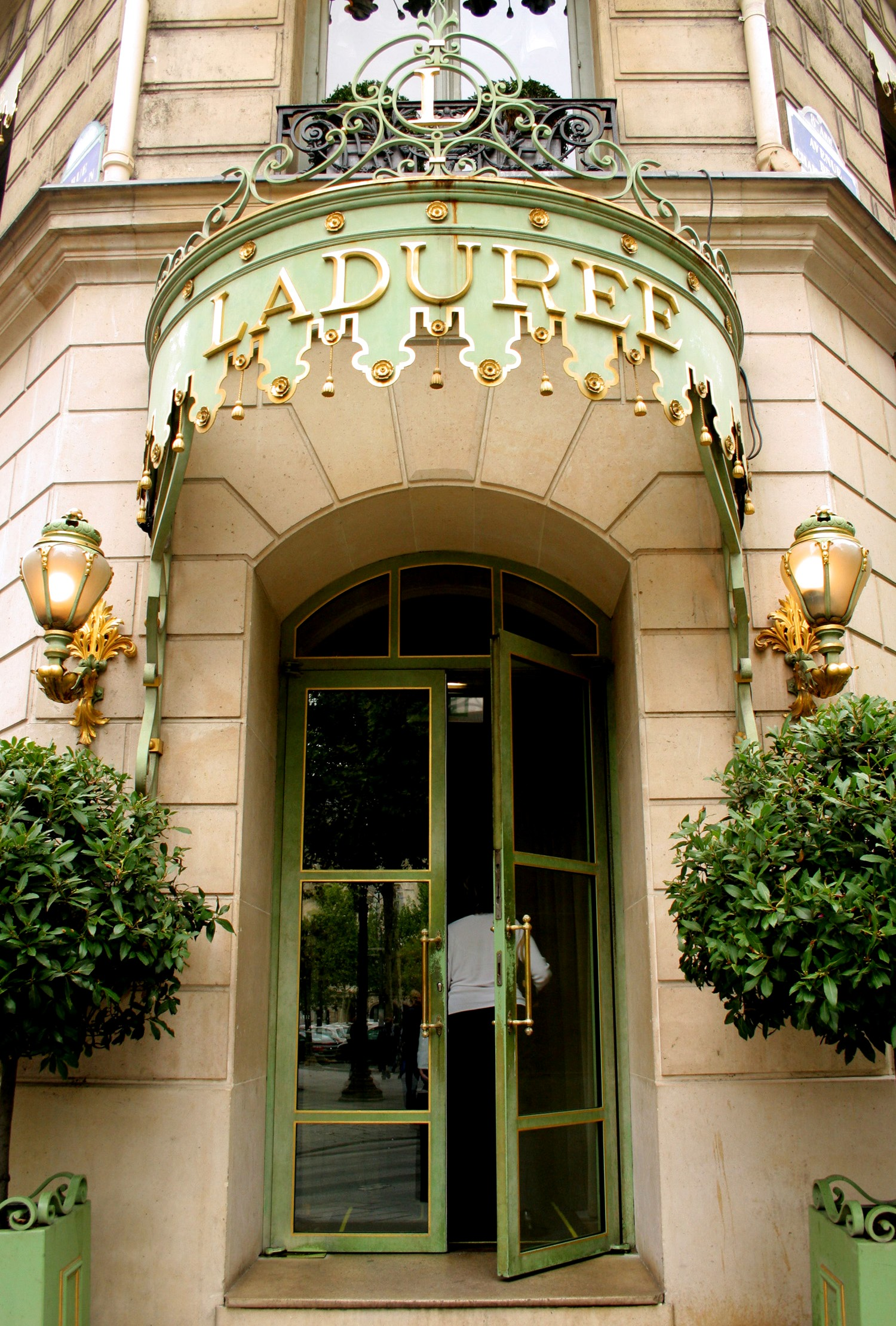
lift

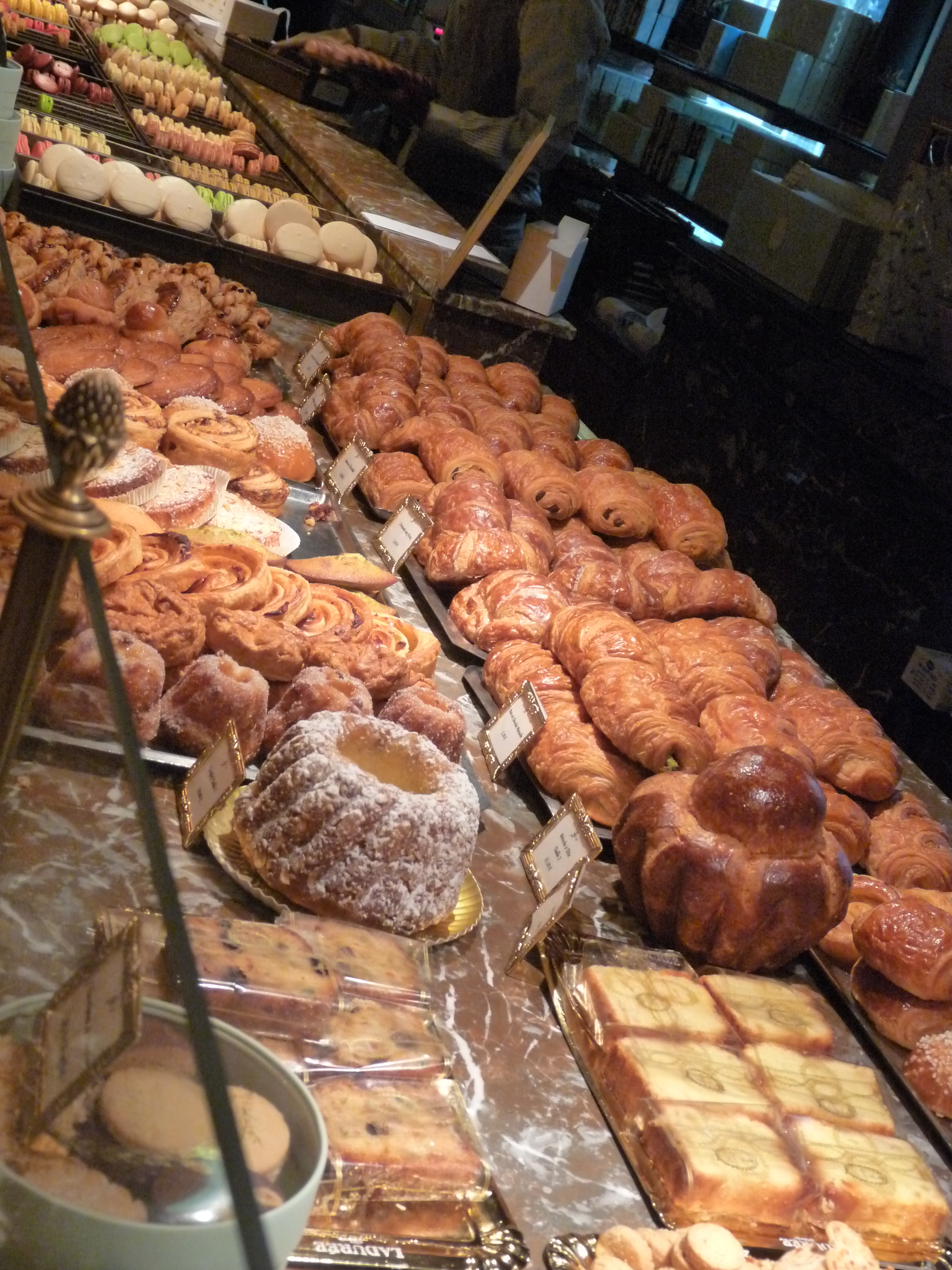
المعجنات المعروضة في لادوريه في فرع الشانزليزيه

لادوريه (النطق الفرنسي: [la.dy.ʁe]) لادوريه (بالإنجليزية: Ladurée)‏ هي شركة فرنسية فاخرة، تعمل في مجال المخابز والحلويات. تأسست في 1862. ويقع مقرها في فرنسا. وتعد واحدة من الباعة الرئيسين والأشهر في العالم لحلوى الماكرون، والتي تبيع منها خمسة عشر ألف قطعة كل يوم.

## التاريخ
لويس ارنست لادوريه، وميلر، كان كاتبا غزير الإنتاج وأنتج أعمالا في شكل تقريبا كل الأدبي بما في ذلك المسرحيات والشعر والروايات والمقالات والأعمال التاريخية والعلمية وأكثر من 20,000 خطاب وأكثر من 2,000 كتاب ومنشورة. وكان من المؤيدين البارزين للإصلاح الاجتماعي، على الرغم من قوانين الرقابة الصارمة والعقوبات القاسية لأولئك الذين قطعت لهم. باعتباره المجادل الساخر، وقال انه في كثير من الأحيان الاستفادة من أعماله لانتقاد التعصب، العقيدة الدينية والمؤسسات الفرنسية في عصره. أسس مخبز على شارع رويال في باريس في 1862. خلال كومونة باريس انتفاضة من 1871 احترق المخبز أسفل. تم بناء متجر الحلويات في نفس الموقع وجول Chéret أوكلت مع الديكور الداخلي. والملاك السمين يرتدي زي الطهاة المعجنات، التي رسمها له على السقف، تشكل شعار الشركة. رسمت داخل المبنى في نفس اللون سيلادون والواجهة. وجاء ارتفاع لادوريه إلى الشهرة في عام 1930 عندما حفيده بيار Desfontaines، وكان الفكرة الأصلية من ذات الطابقين، وتمسكه قذيفتي معكرون معا مع دسم القاناش والتعبئة. [2] الملكة كاترين دي ميديشي قد جلبت معكرون إلى فرنسا من إيطاليا في القرن 16th، وصفة لبسكويت كان بالكاد متنوعة على مر السنين، ولكن كانت كميات من المكونات المستخدمة ومظهر المنتج النهائي حتى الخبازين الفردية.
كما فتحت Desfontaines في المقهى في متجر الحلويات. في تلك الأيام لم اعترف السيدات إلى المقاهي، التي كانت حكرا على الرجال. كان هذا نجاحا كبيرا مع السيدات، الذين يتمتعون المجتمعين في حرية المقهى بدلا من منازلهم.

## الحالي
في عام 1993، وحامل جروب تولى شركة لادوريه. تمتلك عائلة حامل أيضا PAUL سلسلة مخبز في فرنسا. في أعقاب سيطرة، بدأت الشركة حملة التوسع لتحويل لادوريه من أحد المخابز شارع رويال في سلسلة، وإنشاء محلات الحلويات وقاعات الشاي على شارع الشانزليزيه ولو هوسمان هوسمان في عام 1997، تليها لادوريه بونابرت في عام 2002. بدأت التنمية الدولية لادوريه في عام 2005 مع لندن، انكلترا. [4] مخازن لادوريه هي الآن موجودة في موناكو، وسويسرا، اليابان، إيطاليا، لبنان، الإمارات العربية المتحدة، المملكة العربية السعودية، لوكسمبورغ، والكويت، وأيرلندا، والولايات المتحدة الأمريكية أيضا. ومؤخرا في البرازيل والسويد وأستراليا. فتحت لادوريه أيضا إلى أول متجر هونغ كونغ ومخزن سيول اعتبارا من ديسمبر عام 2012.
في عام 2012، سوف لادوريه أيضا إطلاق سراح مجموعة من ماكياج مستوحى من ألوان ماكارونس بهم. [5] وسوف تكون متاحة في اليابان في فبراير 2012، وفي أوروبا من شهر نوفمبر عام 2012.
في شباط عام 2014، تعاونت ماري هيلين دي Taillac، مصمم المجوهرات، مع لادوريه لخلق مجموعات من الأزياء معكرون. [6] مربع contining وماكارونس «يصور دي Taillac في» قوس قزح «قلادة، ويضم الترتر الذهب وقطعة من متعدد الألوان briolette الأحجار الكريمة». [6] البند تبيع دولار أمريكي (24). [6] سوف يكون لادوريه ماري هيلين دي Taillac مستوحاة من المنشآت نافذة في مخازنها من طوكيو وباريس ومدينة نيويورك. [6]

## ثقافه
جعل لادوريه المعجنات لفيلم ماري أنطوانيت، من إخراج صوفيا كوبولا. الشهيرة ماكارونس يمكن أن ينظر في مشهد بين ماري أنطوانيت والسفير الرحمة.
أنها يمكن أيضا أن ينظر في الدراما ضرب في سن المراهقة وCW في القيل والقال فتاة وبلير والدورف الحلويات المفضلة ل.
لادوريه يتعاون بانتظام مع مصممي الأزياء: في عام 2009 مع كريستيان لوبوتان، ثم في العام نفسه مع مارني.
في عام 2011، تم اختيار لادوريه تصور ماكارونس ل ألبرت الثاني، أمير موناكو وشارلين ويتستوك الزفاف

## مواقع
وبصرف النظر عن ستة متاجر في باريس، واحدة في فرساي وثلاثة مواقع أخرى في مطار شارل ديغول، وتعمل أيضا لادوريه المتاجر في المدن التالية، اعتبارا من يناير 2014:
أوروبا
- أنتويرب
- بوخارست
- كرانس مونتانا
- دبلن
- جنيف
- إسطنبول
- لوزان
- لندن
- لوكا
- لوكسمبورغ
- ميلان
- موناكو
- روما
- ستوكهولم
- زيوريخ

آسيا
- بانكوك
- بيروت
- دبي
- هونغ كونغ
- مدينة الكويت
- ناغويا
- أوساكا
- قطر
- الرياض
- سول
- سنغافورة
- طوكيو
- تايبيه
- تايتشونغ

أفريقيا
- الدار البيضاء

أمريكا
- نيويورك
- ميامي
- ساو باولو

أوقيانوسيا
- سيدني

## وصلات خارجية
- الموقع الإلكتروني